# تایگا (شهرستان کاراایدلسکی، باشقیرستان)
تایگا (انگلیسی: Tayga, Karaidelsky District, Republic of Bashkortostan) یک شهرک در شهرستان کاراایدلسکی استان باشقیرستان کشور روسیه است.